# 舞戸村
舞戸村（まいとむら）は、かつて青森県にあった村。

## 地理
北側の一部が日本海に面している。
- 河川：中村川

## 沿革
- 1889年（明治22年）4月1日 - 町村制施行により西津軽郡舞戸村が村制施行し、舞戸村が発足。
- 1955年（昭和30年）3月31日 - 西津軽郡鰺ヶ沢町、赤石村、中村、鳴沢村と合併し、鰺ヶ沢町を新設し消滅。

## 交通

### 鉄道
- 五能線鰺ヶ沢駅 - 1925年（大正14年）5月25日開業。

### 道路
- 国道101号 - 1953年（昭和28年）、国道として指定。
- 青森県道3号弘前岳鰺ケ沢線 - 合併後の1961年（昭和36年）、県道に認定。
- 青森県道263号鰺ケ沢停車場線 - 合併後の1961年（昭和36年）、県道に認定。

## 公共施設など
鰺ヶ沢町との合併時点
- 国鉄五能線
  - 鰺ケ沢駅
  - 鰺ケ沢保線区
- 舞戸郵便局
- 鰺ヶ沢高等学校
- 鰺ヶ沢中学校[1]
- 舞戸小学校